# Chaetostricha dimidiata
Chaetostricha dimidiata är en stekelart som beskrevs av Walker 1851. Chaetostricha dimidiata ingår i släktet Chaetostricha och familjen hårstrimsteklar.
Artens utbredningsområde är:
- Tjeckien.
- Danmark.

Inga underarter finns listade i Catalogue of Life.